# Mogambo
Mogambo (svahilijsko Strast) je ljubezensko-avanturistični film režiserja Johna Forda iz leta 1953, posnet v produkciji Technicolorja na lokacijah ekvatorialne Afrike. Gre za priredbo filma Red Dust (1932), v katerem je Clark Gable prav tako odigral isto vlogo, le da je dogajanje v prvem filmu umeščeno v Vietnam.
Grace Kelly je leta 1954 za vlogo Linde Nordley v Mogambu prejela Zlati globus, film pa je bil nominiran za dva oskarja; za najboljšo igralko (Ava Gardner) in najboljšo stransko vlogo (Grace Kelly).

## Zgodba
Eloise Y. 'Honey Bear' Kelly (Ava Gardner) prispe v Afriko, kjer išče znanca, bogatega maharadžo, ki pa je Afriko zapustil tik pred njenim prihodom. Med tem, ko Eloise čaka naslednjo ladjo za odhod, začne koketirati z lovcem Victorjem Marswellom (Clark Gable). Tega Eloise sprva ne zanima. Marswell postane vodič za Donalda Nordleyja (Donald Sinden) in njegovo ženo Lindo (Grace Kelly), ki se odpravita na safari, da bi posnela dokumentarni film o gorilah. Kelly se jim pridruži, med ženskama pa se pojavi rivalstvo za pozornost njihovega vodiča.

## Igralska zasedba
- Clark Gable kot Victor Marswell
- Ava Gardner kot Eloise Kelly
- Grace Kelly kot Linda Nordley
- Donald Sinden kot Donald Nordley
- Philip Stainton kot John Brown-Pryce
- Eric Pohlmann kot Leon Boltchak
- Laurence Naismith kot Skipper
- Denis O'Dea kot Oče Josef